# Renée Garilhe
Renée Germaine Madeleine Garilhe (* 15. Juni 1923 in Paris; † 6. Juli 1991 ebenda) war eine französische Florettfechterin.

## Erfolge
Renée Garilhe gewann bei Weltmeisterschaften zahlreiche Medaillen. Im Einzel sicherte sie sich 1954 in Luxemburg Bronze sowie 1950 in Monte Carlo und 1953 in Brüssel Silber. Mit der Mannschaft gewann sie drei Bronze- und fünf Silbermedaillen. 1950 und auch im Jahr darauf in Stockholm wurde sie mit ihr Weltmeister. Viermal nahm Garilhe an Olympischen Spielen teil. 1948 in London schied sie bei ihren ersten Spielen in der Viertelfinalrunde. Vier Jahre später erreichte sie in Helsinki dagegen die Finalrunde der Olympischen Spiele und erzielte wie drei weitere Konkurrentinnen 4:3-Siege. Da Garilhe in direkten Vergleichen das Nachsehen hatte, wurde sie letztlich nur Sechste. Auch bei den Olympischen Spielen 1956 in Melbourne zog sie in die Finalrunde ein, wo sie mit fünf gewonnenen Gefechten die Bronzemedaille gewann. Bei ihren vierten und letzten Spielen 1960 in Rom trat sie lediglich im Mannschaftswettbewerb an, den sie mit der französischen Equipe auf dem fünften Platz abschloss. Im Viertelfinale unterlag sie der sowjetischen Mannschaft.